# Thylacospermum
Thylacospermum é um género botânico pertencente à família Caryophyllaceae.

## Espécies
- Thylacospermum caespitosum
- Thylacospermum rupifragum